# Strada statale 367 Nolana Sarnese
La ex strada statale 367 Nolana Sarnese (SS 367), ora strada provinciale ex SS 367 Nolana-Sarnese (SP ex SS 367) nella città metropolitana di Napoli, strada regionale ex SS 367/a Innesto SS 18-San Marzano-San Valentino Torio (SR ex SS 367/a) tra Orta Loreto e San Valentino Torio e strada regionale ex SS 367/b Sarno-Confine provincia (SR ex SS 367/b) tra Sarno e il confine con la città metropolitana di Napoli, è una strada regionale e provinciale italiana, che funge da collegamento interprovinciale collegando Nola e Sant'Egidio del Monte Albino.

## Percorso e diramazioni

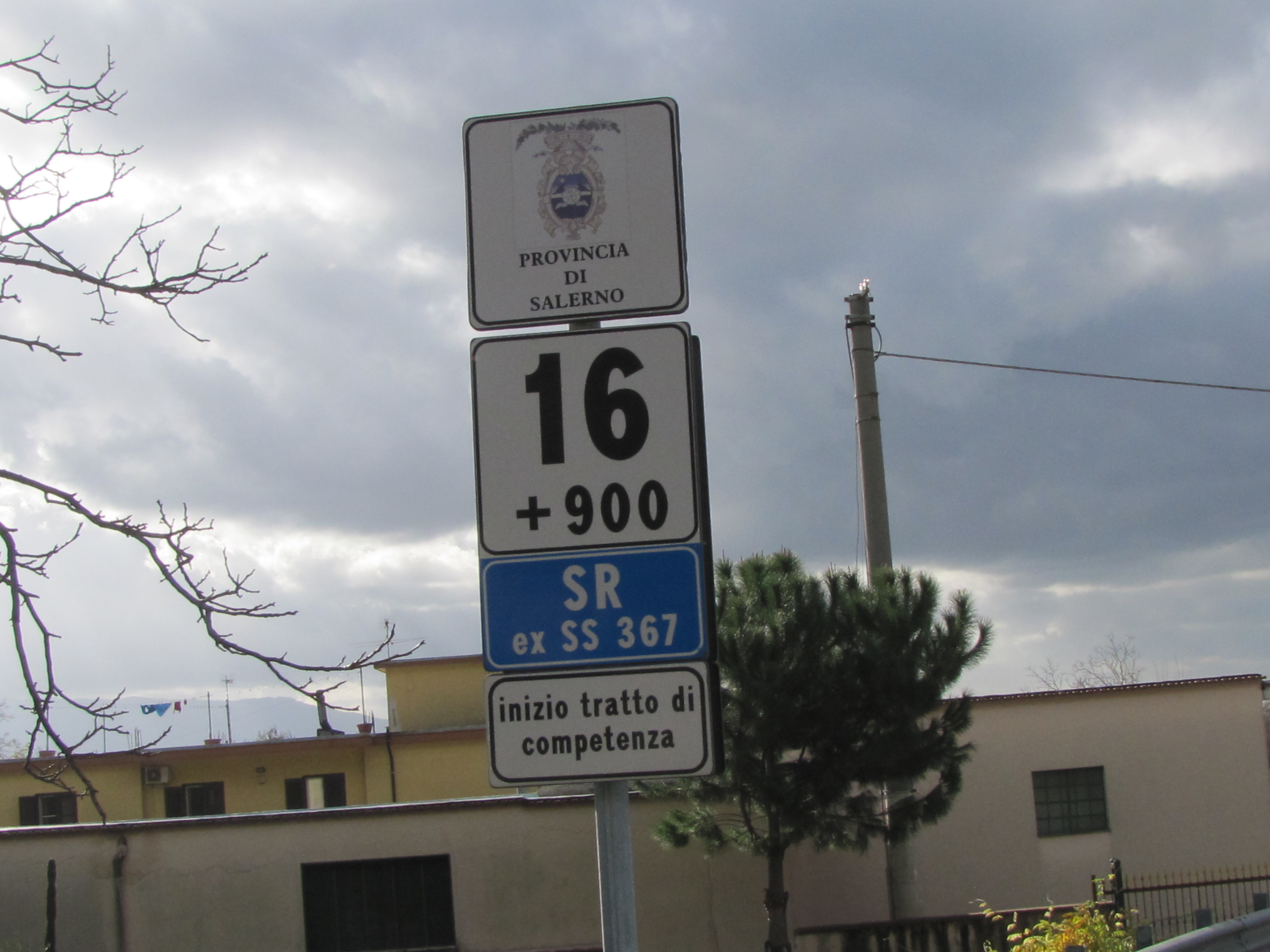
Inizio tratto di competenza della Provincia di Salerno della SR ex SS 367. Sarno, via Sarno-Palma

Il tracciato ha inizio a Nola, distaccandosi dalla strada statale 7 bis di Terra di Lavoro, a San Paolo Bel Sito si dirama la strada statale 403 del Vallo di Lauro che conduce a Forino. Il percorso della ex statale costeggia, quasi parallelo, l'A30 Caserta-Salerno e attraversa Palma Campania (Via Roma) prima di entrare in provincia di Salerno. Il primo comune che s'incontra è Sarno, il tracciato piega verso San Valentino Torio e San Marzano sul Sarno terminando lungo la strada statale 18 Tirrena Inferiore nel comune di Sant'Egidio del Monte Albino, in località Orta Loreto.
In seguito al decreto legislativo n. 112 del 1998, dal 17 ottobre 2001 la gestione è passata dall'ANAS alla Regione Campania, che nella stessa data ha ulteriormente devoluto le competenze alla città metropolitana di Napoli e alla provincia di Salerno per le tratte territorialmente competenti.